# حسين أباد خرة سر
حسين‌ أباد خرة سر هي قرية في مقاطعة نظر أباد، إيران. في تعداد عام 2006، لوحظ وجودها، ولكن لم يتم الإبلاغ عن سكانها.